# Jeanne Dupleix
Jeanne Dupleix, född 1706, död 1756, var en fransk-indisk kvinna, gift med Joseph François Dupleix, fransk generalguvernör i Indien mellan 1742 och 1754.
Hon är känd för sitt stora inflytande över sin makes och därmed den franska kolonialpolitiken i Indien. Hon var sin makes politiska rådgivare och uppges ha influerat hans politik mot de icke-kristna. Hon blev känd bland indier som Joanna Begum (Jân Begum).